# Ann Radcliffe
Ann Radcliffe (Londres, 9 de juliol de 1764 - 7 de febrer de 1823) va ser una novel·lista britànica, pionera de la novel·la gòtica. Va influir en tota una generació d'autors i autores europeus, particularment en Walter Scott.

## Vida
El seu nom real era Ann Ward i va néixer a Holborn, Londres, filla d'un comerciant. L'any 1788 va contreure matrimoni amb William Radcliffe, editor de l'English Chronicle de la ciutat de Bath. No van tenir fills. Ann va començar a escriure històries i el seu marit no va dubtar d'animar-la a continuar escrivint.
Va publicar The Castles of Athlin and Dunbayne el 1789. Ambientada a Escòcia, aquesta obra va rebre poca atenció per part de la crítica i el públic, però va fixar el to que predominaria en la resta de la seva producció, en la qual sempre apareix alguna jove innocent i heroica en el marc d'un castell tètric i misteriós en mans d'un encara més misteriós senyor de passat fosc i en l'entorn d'un paisatge també inquietant que excita la imaginació.
En els anys següents va escriure quatre novel·les més, ambientades en llocs que resultaven exòtics per als seus lectors. Així, va escriure: A Sicilian Romance (1790), The Romance of the Forest (1791), Els misteris d'Udolfo (The Mysteries of Udolpho) (1794) i The Italian (1796). Igualment, va escriure un volum descrivint els seus viatges a Holanda, Alemanya i el Lake District.
Les seves novel·les van ser tremendament populars entre la classe alta i mitjana alta, i eren devorades per les joves senyoretes que se sentien identificades amb les seves intrèpides heroïnes. L'èxit de The Romance of the Forest (traduïble per L'idil·li del bosc) va situar la seva autora com a màxim exponent de la novel·la històrica. Les seves últimes novel·les van despertar encara un interès més gran, cosa que va comportar un gran nombre d'imitadors de tota mena.
Pòstumament van ser publicades una novel·la, Gaston de Blondeville, i el relat St Albans Abbey, a Metrical tale.
En els darrers vint anys de la seva vida, va escriure sobretot poesia, que es publicà al 1816.

## Alguns trets de les seves novel·les
Radcliffe va crear la novel·la de suspens combinant el relat gòtic d'Horace Walpole amb la literatura de la sensibilitat, centrada en l'heroïna tendra i emfatitzant l'interès amorós. Però molts dels problemes i angoixes de la protagonista sorgeixen precisament de la seva extrema sensibilitat i capacitat imaginativa; així que en certa manera Radcliffe ensenya a fer servir la raó per guiar la sensibilitat.
Part de l'encant de les novel·les de Radcliffe es troben en les seves descripcions del paisatge sovint fosc i tenebrós, o percebut a través d'una llum tènue que afavoreix el misteri, la incertesa i la imaginació.

## Influència sobre altres escriptors
Radcliffe va influir en molts autors posteriors, entre els quals el marquès de Sade (1740-1814), Edgar Allan Poe (1809-1849) i sir Walter Scott (1771-1832), i també en altres de menors, de la «Radcliffe School», com Harriet Lee i Catherine Cuthbertson. Per exemple, Scott va intercalar la seva obra amb poemes d'una manera similar a com ho havia fet Radcliffe. Ell mateix deia que "la seva prosa era poesia i que la seva poesia era prosa. Ella era, efectivament, una poeta en prosa, tant en el millor com en el pitjor dels sentits de la frase. El paisatge romàntic, el rerefons, és el millor de tots els seus llibres; els personatges són bidimensionals, les trames molt rebuscades i improbables, amb elaboració de mitjans i inutilitat del resultat".
Jane Austen va parodiar Els misteris d'Udolfo, de Radcliffe, a la qual coneixia i admirava, en la seva obra L'abadia de Northanger. Radcliffe va influir també en la pensadora Mary Wollstonecraft. Al·ludeixen a Radcliffe en les seves obres altres importants escriptors, com Maria Edgeworth, Charles Dickens, Henry James, Honoré de Balzac i Victor Hugo, entre d'altres.
De nen, el jove Fiódor Dostoievski va quedar profundament impressionat per Radcliffe. A Winter Notes on Summer Impressions (1863) escriu: "Jo solia passar les llargues hores d'hivern abans de dormir escoltant (perquè encara no podia llegir), embadalit d'èxtasi i terror, mentre els meus pares em llegien en veu alta les novel·les d'Ann Radcliffe". Diversos estudiosos han assenyalat elements de la literatura gòtica en les novel·les de Dostoievski  i alguns han intentat mostrar-hi la influència directa de la seva literatura.
El punt de vista sobre si mateixa i la seva obra va aparèixer el 1826, sota el títol intrigant de "On the Supernatural in Poetry", by the late Mrs. Ann Radcliffe (traduïble per Sobre el sobrenatural en poesia, per la difunta Ann Radcliffe). Es tracta, però, d'un treball seriós, digne de lectura atenta.

## Obres
- The Castles of Athlin and Dunbayne (1789)
- A Sicilian Romance (1790)
- The Romance of the Forest (1791)
- The Mysteries of Udolpho (1794)
- The Italian (1796)
- Gaston de Blondeville (1826)